# 小行星59417
小行星59417（59417 Giocasilli）是一颗绕太阳运转的小行星，为主小行星带小行星。该小行星于1999年4月5日发现。
該小行星以義大利天文技師喬瓦尼·卡西利（Giovanni Casilli）命名。

## 轨道参数
小行星59417的轨道半长轴为2.3946458 UA，离心率为0.098。